# Municipio de Wayne (Illinois)
El municipio de Wayne (en inglés: Wayne Township) es un municipio ubicado en el condado de DuPage en el estado estadounidense de Illinois. En el año 2010 tenía una población de 66582 habitantes y una densidad poblacional de 704,31 personas por km².

## Geografía
El municipio de Wayne se encuentra ubicado en las coordenadas 41°56′27″N 88°12′16″O / 41.94083, -88.20444. Según la Oficina del Censo de los Estados Unidos, el municipio tiene una superficie total de 94.53 km², de la cual 91.75 km² corresponden a tierra firme y (2.95%) 2.79 km² es agua.

## Demografía
Según el censo de 2010, había 66582 personas residiendo en el municipio de Wayne. La densidad de población era de 704,31 hab./km². De los 66582 habitantes, el municipio de Wayne estaba compuesto por el 75.78% blancos, el 2.93% eran afroamericanos, el 0.23% eran amerindios, el 14.62% eran asiáticos, el 0.04% eran isleños del Pacífico, el 4.25% eran de otras razas y el 2.15% pertenecían a dos o más razas. Del total de la población el 12.17% eran hispanos o latinos de cualquier raza.